# 아일링기나에 환초
아일링기나에 환초(Ailinginae Atoll)는 태평양에 위치한 마셜 제도의 환초로, 랄리크 열도에 속하며 25개 섬으로 구성된 환초이다. 롱겔라프 환초에서 서쪽으로 13km 정도 떨어진 곳에 위치하며 육지 면적은 2.8km2, 석호 면적은 105.96km2이다.